# میخائیل نستروف
میخائیل نستروف (روسی: Михаи́л Васи́льевич Не́стеров؛ ۳۱ مه ۱۸۶۲ – ۱۸ اکتبر ۱۹۴۲) نقاش اهل روسیه و از چهره‌های جنبش‌های پیریدیویژنیکی (آوارگان) و میر اسکوستوا (جهان هنر) بود. او از پیشگامان نمادگرایی در روسیه به‌شمار می‌رود.

## نگارخانه

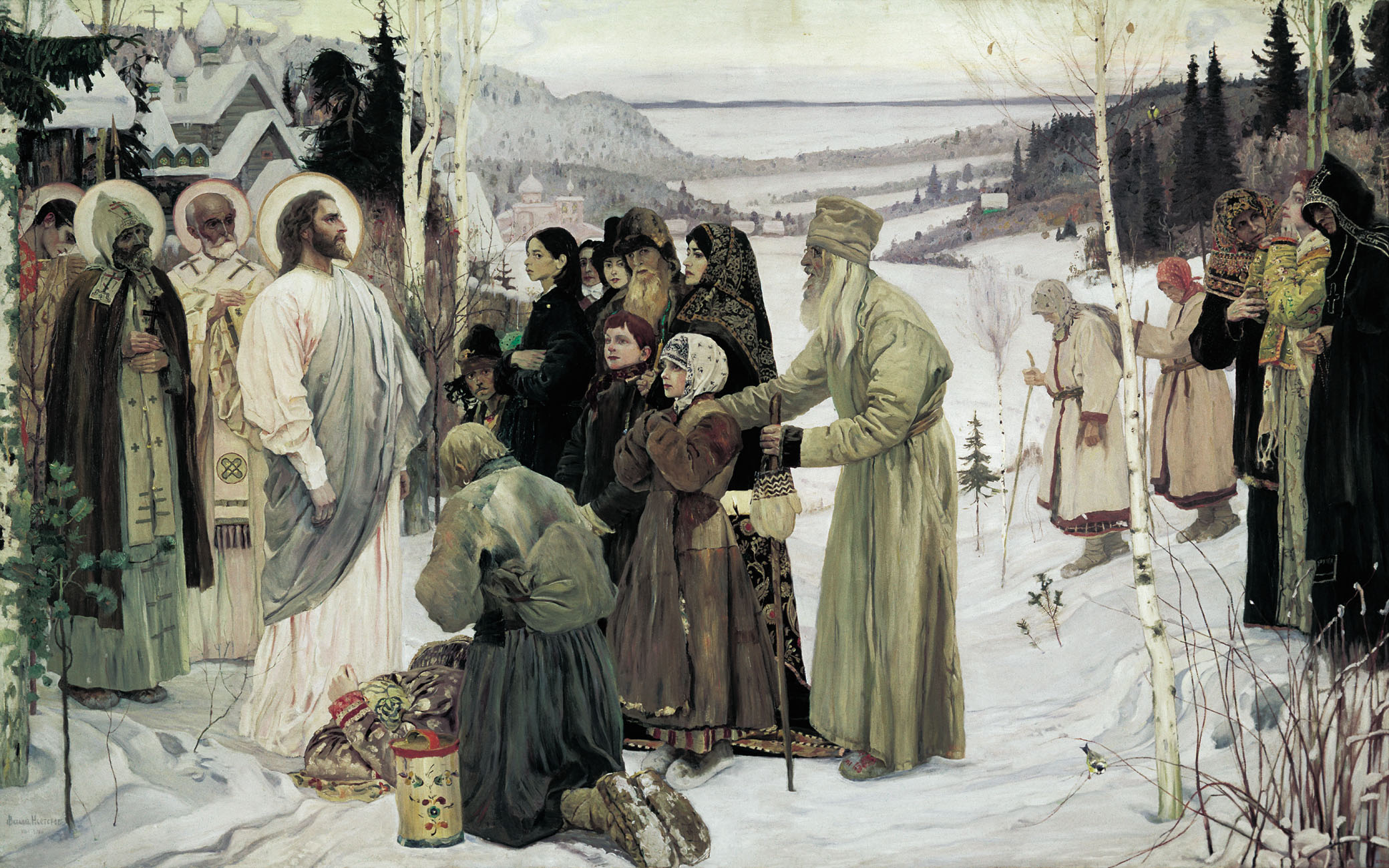
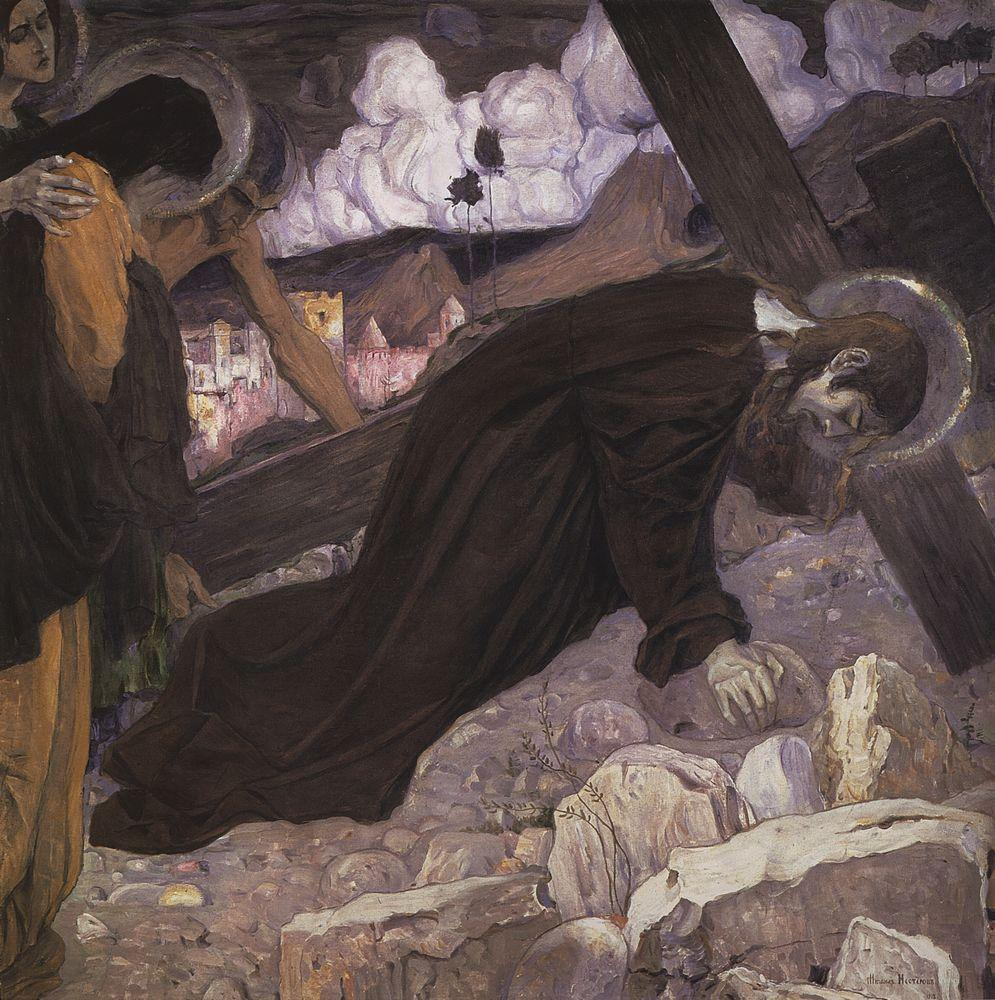
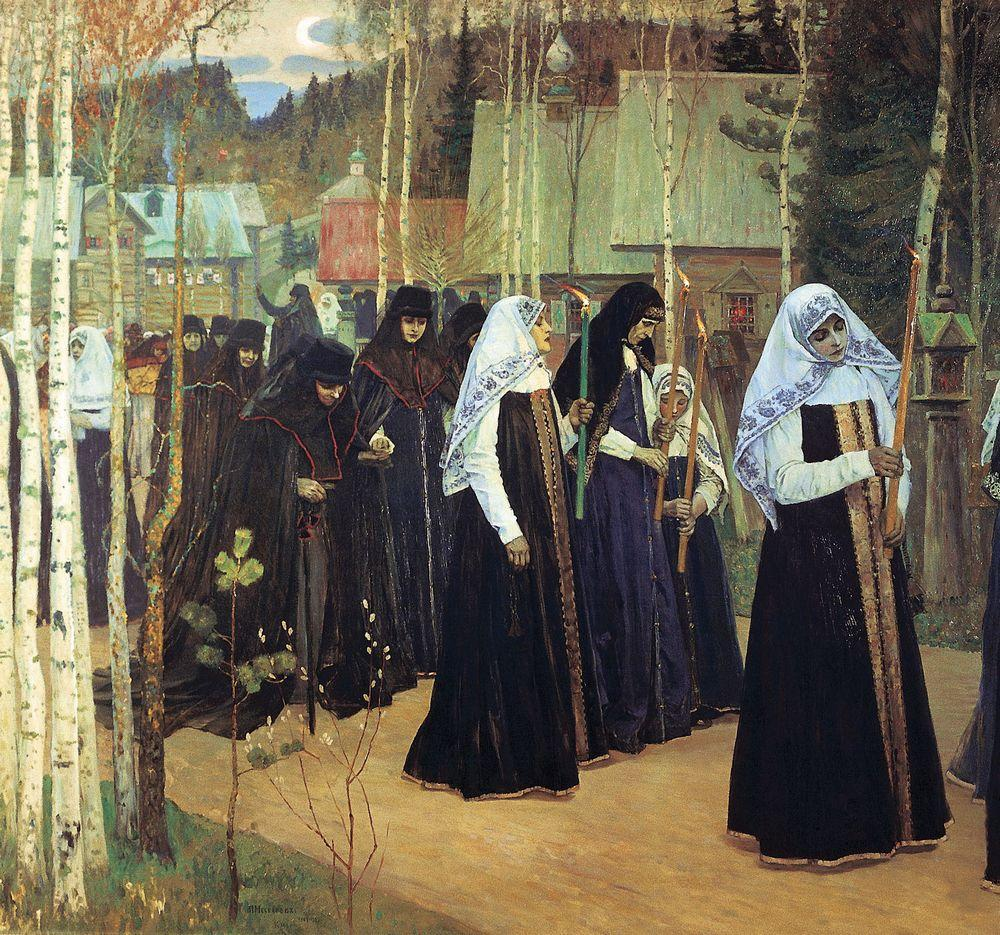
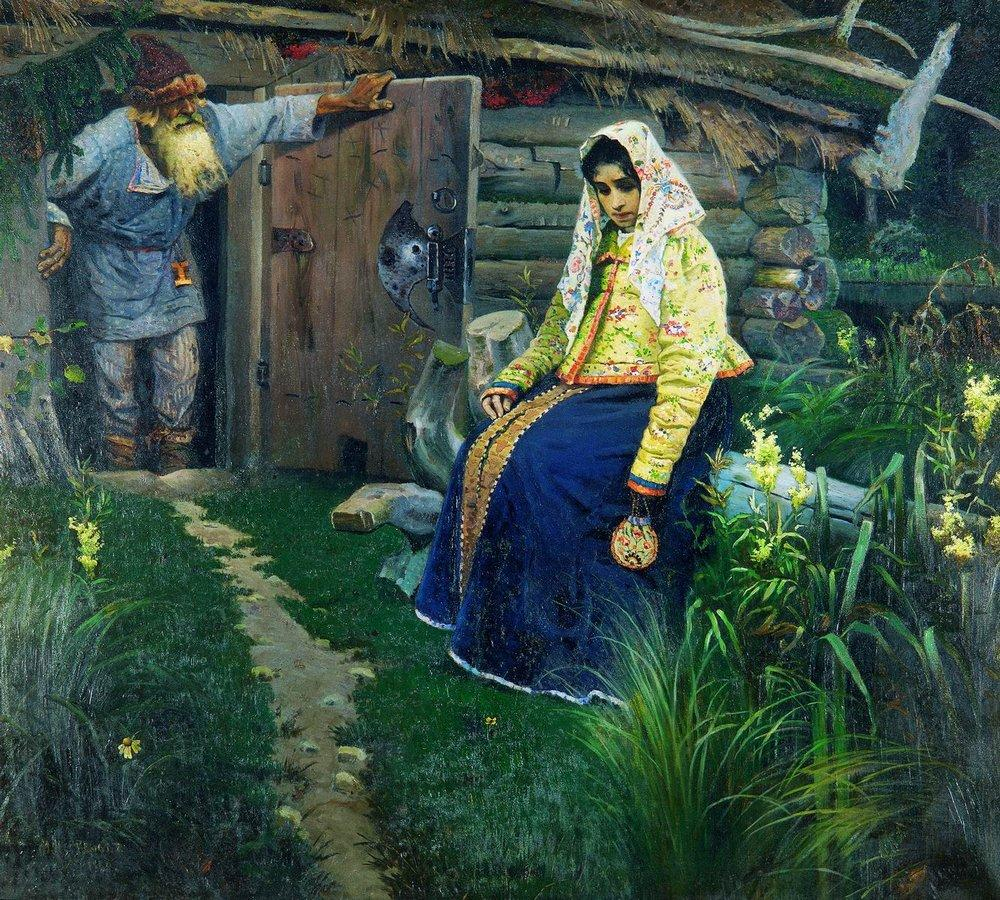
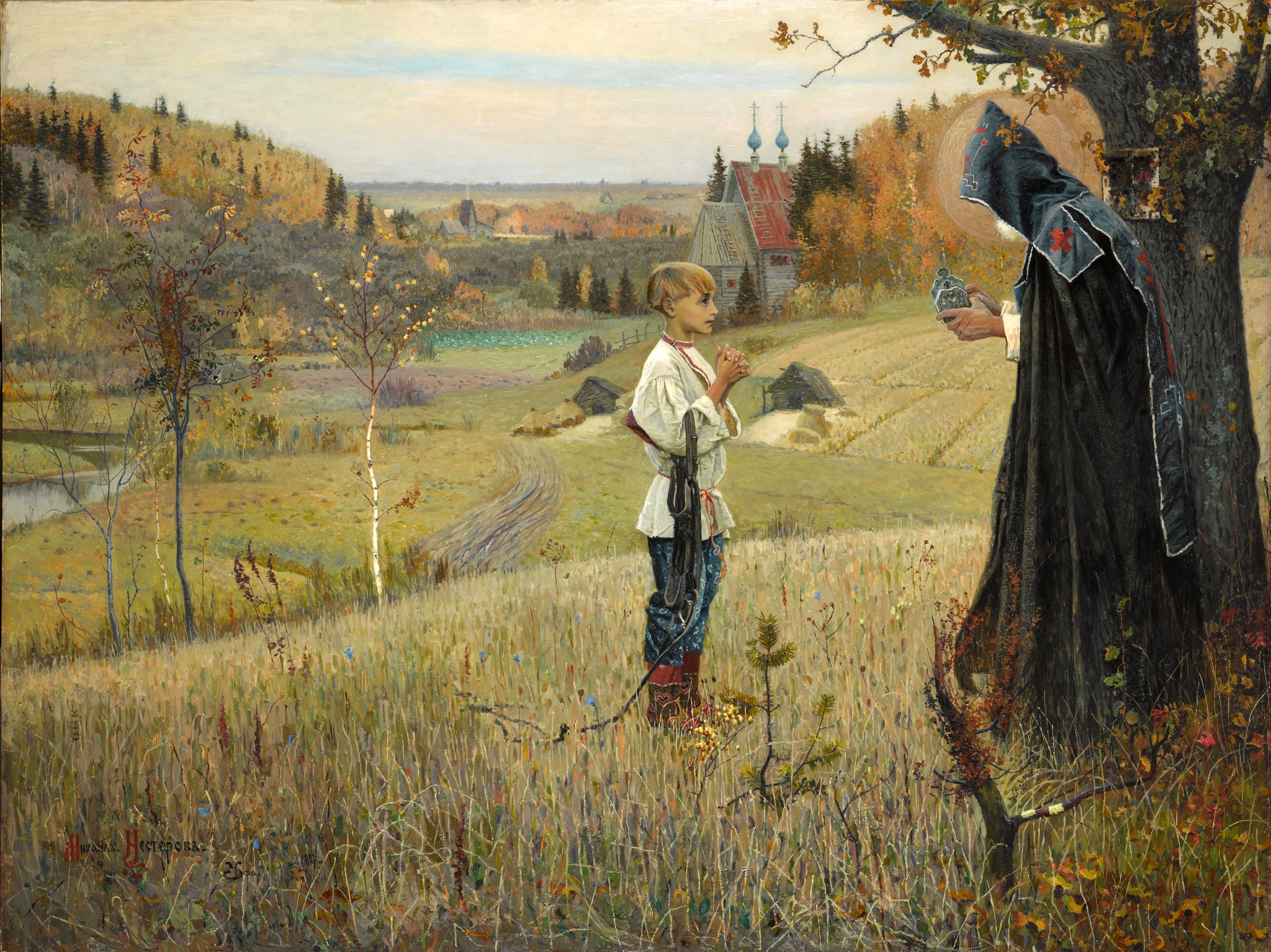
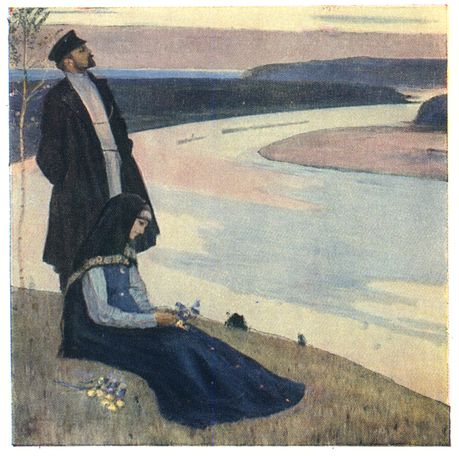
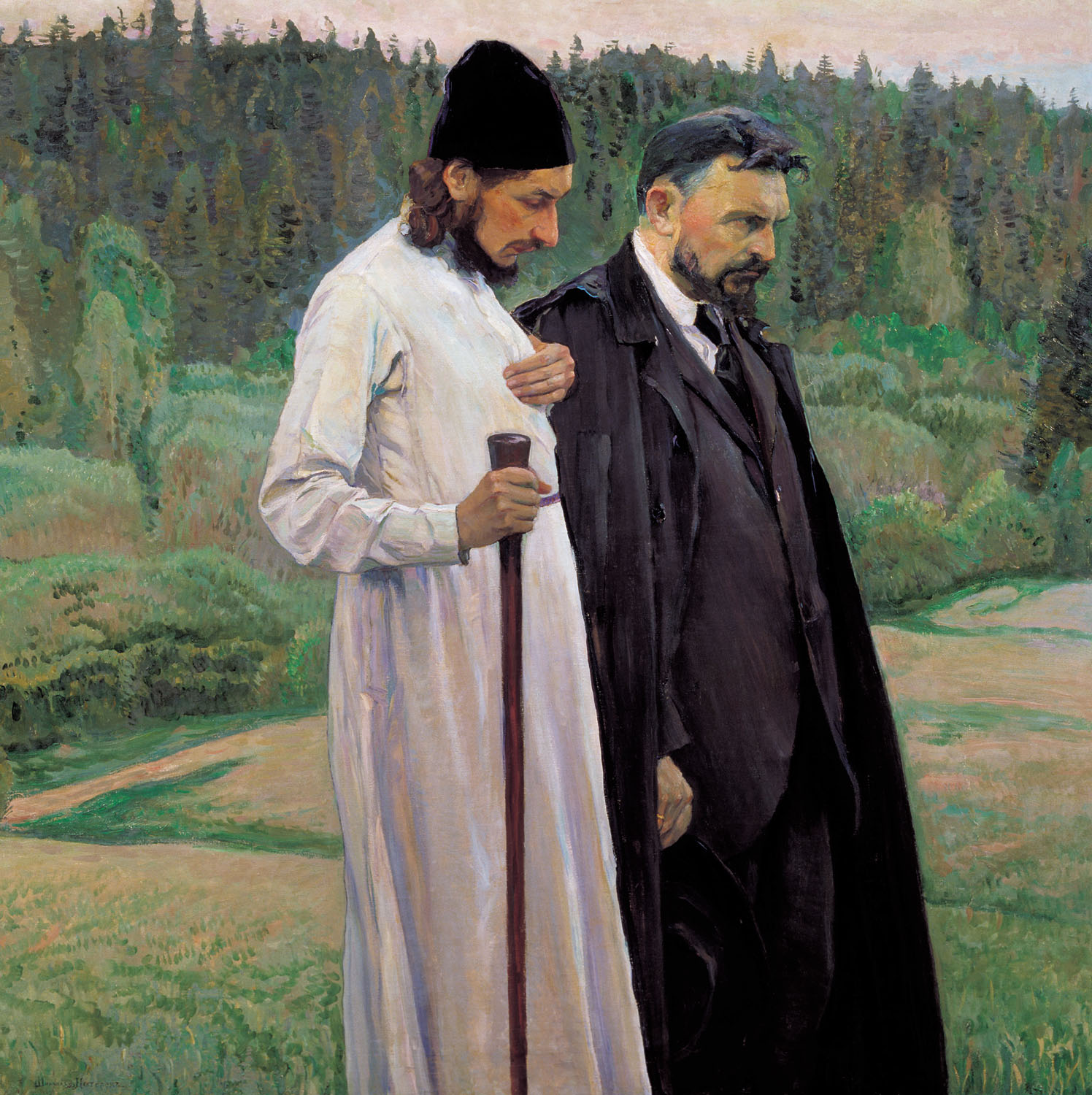
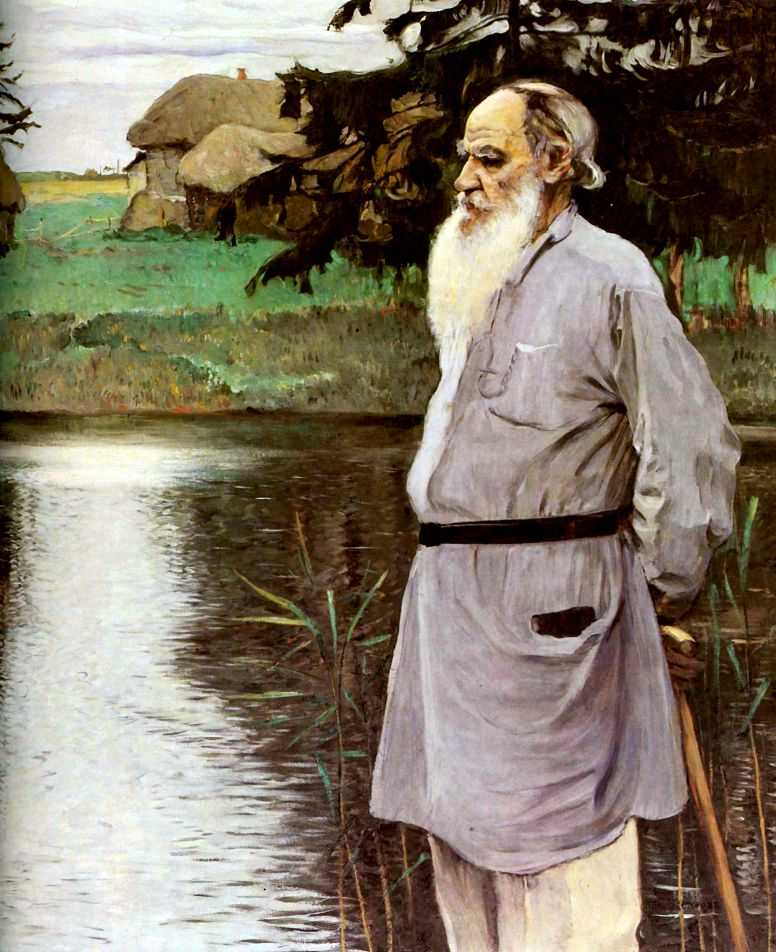
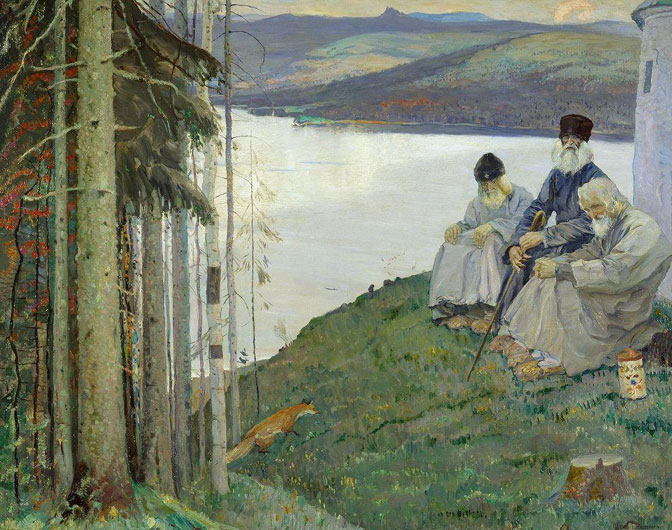